# 奥本大学老虎队
奥本大学老虎队是代表奥本大学的运动队，奥本大学是一所位于美国阿拉巴马州奥本的公立四年制男女同校大学。奥本老虎队作为东南联盟(SEC) 的成员参加全国大学体育协会(NCAA) 的一级联赛。

## 学校的体育赛事

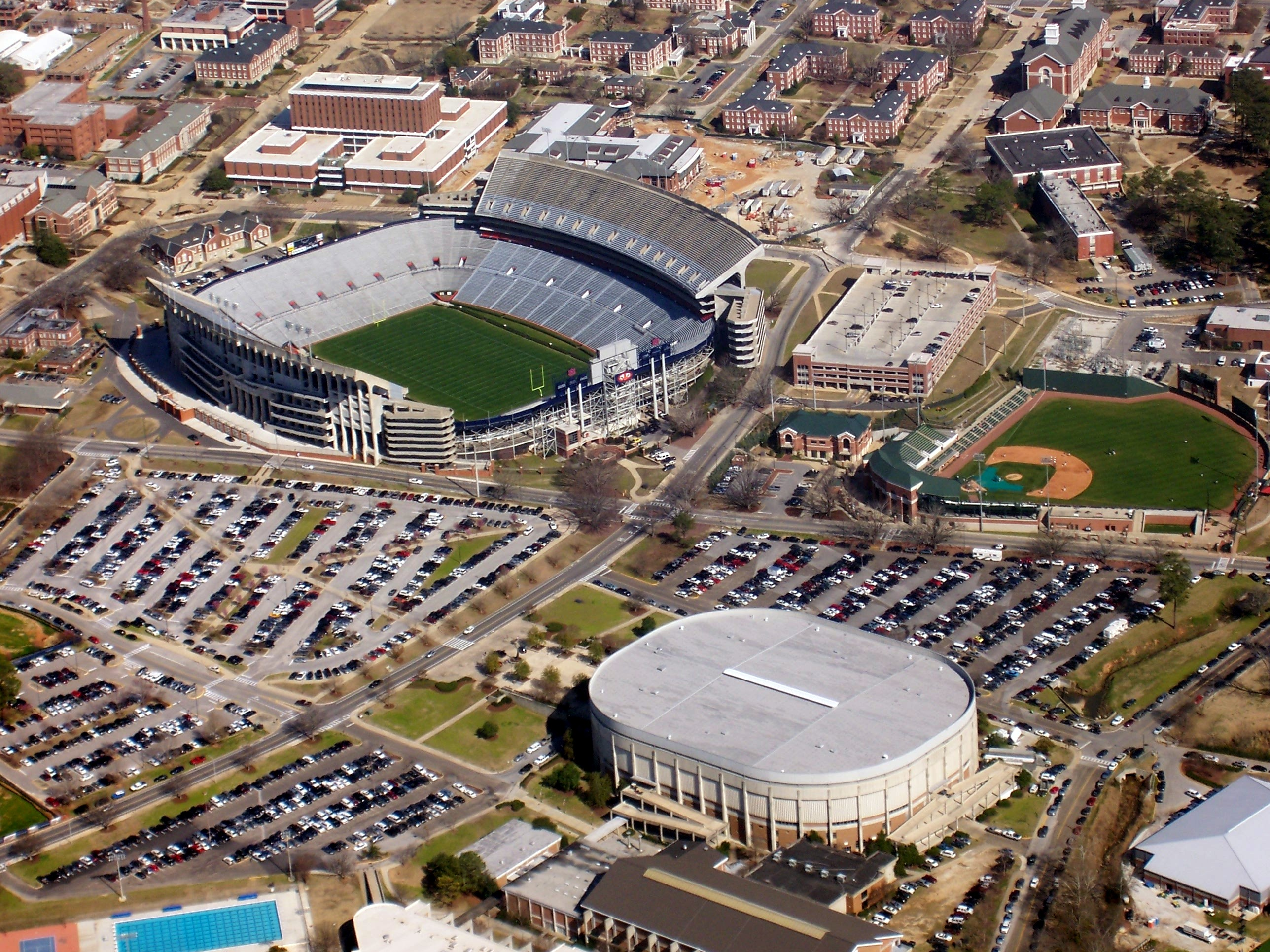
Jordan–Hare 体育场、 Beard–Eaves–Memorial 体育馆和 Samford 体育场 – Plainsman park的Hitchcock球场

| 男子运动项目               | 女子运动项目 |
| 棒球                       | 棒球         |
| 篮球                       | 越野赛       |
| 越野赛                     | 马术         |
| 橄榄球                     | 高尔夫       |
| 高尔夫                     | 体操         |
| 游泳与跳水                 | 足球         |
| 网球                       | 垒球         |
| 田径†                      | 游泳与跳水   |
|                            | 网球         |
|                            | 田径†        |
|                            | 排球         |
| † – 田径包括室内和室外比赛 |              |

奥本大学总共参与 13 项运动的竞争，有 20 个校队，奥本大学是美国东南联盟的创始成员之一。

用奥本颜色填充的 SEC 标志

### 大学橄榄球
奥本大学在 1957 年和 2010 年获得了两次大学橄榄球全国冠军， 在 1913 年、1983 年和 1993 年也被NCAA某些评选机构评为当年的全国冠军。三位奥本球员，1971 年的帕特沙利文、1985 年的博杰克逊和 2010 年的卡姆牛顿赢得了海斯曼奖杯。与奖杯同名的约翰·海斯曼 (John Heisman) 从 1895 年到 1899 年在奥本执教。截至 2011 年 1 月，奥本的乔丹-黑尔体育场可容纳 87,451 人，是 NCAA 第十大校园体育场奥本大学于 1892 年在佐治亚州亚特兰大的皮埃蒙特公园与佐治亚大学进行了第一次橄榄球比赛。老虎队首次参加碗赛是 1937 年在古巴哈瓦那举行的第六届百加得杯比赛。奥本橄榄球赢得了 12 次东南联盟西区的分区冠军（8 秒），有七个不败的赛季，自 1992 年分区以来，六次西区冠军（1997、2000、2004、2010、2013、2017）以及另外三个联合冠军。 奥本每年都会在一场名为“铁碗”（Iron Bowl）比赛中与劲敌阿拉巴马队交锋。在与阿拉巴马州的总系列赛中，尽管自 1982 年以来在比赛中保持 18-14 的优势，但是奥本队仍以 42-35-1 落后于阿拉巴马州，在 14 所东南联盟成员大学中，奥本目前在橄榄球赛级冠军的数量上排名第 5，并且在过去十年中赢得了所有项目中最多的东南联盟冠军。
奥本以 13-0 的完美的战绩结束了 2004 年橄榄球赛季，赢得了东南联盟冠军，这是他们自 1989 年以来的第一个联盟冠军。然而，由于南加州大学和俄克拉荷马大学同样不败且排名更高，奥本老虎队被排除在冠军赛之外。 
奥本以 13-0 的完美战绩结束了 2010 年橄榄球赛季，他们以 56-17 击败南卡罗来纳大学，创造了东南联盟冠军赛的最高得分记录和最大分差的纪录。 2011 年 1 月 10 日，在亚利桑那州格伦代尔举行的全国冠军赛中，奥本老虎队以 22-19 击败了俄勒冈大学鸭子队。 2010 年球队由四分卫Cam Newton带领，他成为 2010 年海斯曼奖杯获得者以及其他多个奖项。
2013年，奥本击败当时排名第一的阿拉巴马大学红潮队，以 11 胜 1 负的战绩结束了 2013 年常规赛。奥本在2013 年东南联盟冠军赛中以 59-42 击败排名全国第 5 的密苏里大学老虎队，夺得了大学的第八个联盟冠军。奥本在玫瑰碗举办的2014 年全国冠军赛中面对排名第一的佛罗里达州立大学，在最后几秒以 31-34 输给了对手。最终老虎队以 12 胜 2 负的战绩结束了 2014 赛季，并在最终的美联社排行榜和教练排行榜中排名第 2。

### 游泳和跳水
奥本的游泳和跳水项目从 2003 年到 2007 年连续五次赢得 NCAA 男子锦标赛冠军，并在 2002 年、2003 年、2004 年、2006 年和 2007 年连续五次赢得 NCAA 男子锦标赛冠军。奥本男子队在过去 15 年中赢得了 14 次 SEC 冠军，还在 1997 年、1999 年和 2009 年赢得了全国冠军。奥本男子队在 2008 年连续第 13 次赢得 SEC 冠军，而奥本女子队则在过去六年中第五次夺得 SEC 冠军。 

### 男子篮球
多年来，奥本男子篮球队断断续续地取得了成功。最著名的校友是查尔斯巴克利。
其他来自奥本的 NBA 球员有查克·珀森、马奎斯·丹尼尔斯和帕特·伯克。

### 马术
女子马术于 1996 年首次亮相，并在五年后成为学校的第 21 个校队运动。2004年，马术队在2003赛季的南方马术锦标赛上获得首个全国冠军。  2006 年，该队赢得了第一届大学马术全国冠军，夺得了奥本在橄榄球、游泳和跳水之外的第一个全国冠军。该队在 2011 年赢得了他们的第二个全国冠军，他们在 2013 年获得了第三个冠军，在 2016 年获得了第四个冠军，在 2018 年获得了第五个冠军。

## 全国锦标赛冠军

### NCAA 团体锦标赛冠军
奥本老虎队总共赢得了 14 次 NCAA 团体锦标赛冠军。 
- 男子 (8)
  - 游泳(8): 1997, 1999, 2003, 2004, 2005, 2006, 2007, 2009
- 女子 (6)
  - 户外田径(1): 2006
  - 游泳(5): 2002, 2003, 2004, 2006, 2007

### 其他冠军
- 男子
  - 橄榄球(2)注：1957、2010 [7]
- 女性的
  - 马术 (6): 2006, 2011, 2013, 2016, 2018, 2019

注奥本 1913 年、1983 年和 1993 年的橄榄球比赛（奥本在 1993 年被取消季后赛资格，并且没有参加碗赛）学校不承认投票者所赋予的冠军。

## 奥本大学吉祥物：奥比（Aubie）

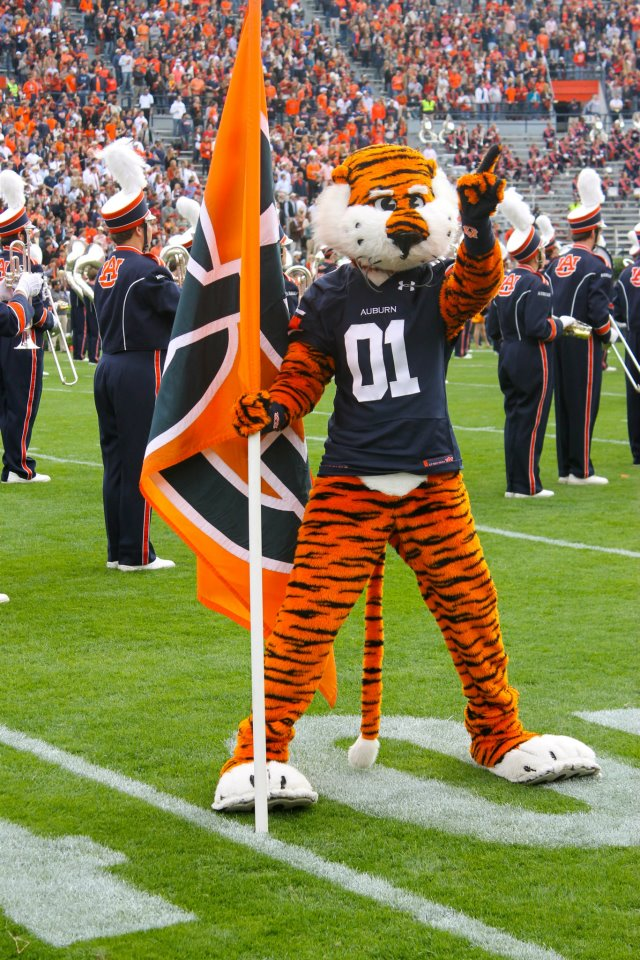
奥比在约旦黑尔体育场赛前举着奥本旗帜

Aubie是一只拟人化的老虎，同时也是是奥本大学的官方吉祥物。奥比最早出现于 1959 年 10 月 3 日首次出现在奥本对战哈丁-西蒙斯的橄榄球期刊封面上。伯明翰先驱报艺术家菲尔尼尔创造了这个卡通老虎，它在奥本的比赛日期刊的封面上出现了长达 18 年。多年来，奥比的容貌发生了许多变化。 1962年，他开始从匍匐着的老虎变为直立行走，次年，也就是1963年，他第一次穿上了衣服——蓝色领带、波卡裤和草帽。在奥比出道的前六年里，奥本队的主场战绩为 23-2-1。在奥比担任期刊封面吉祥物的18 年里，奥本橄榄球的主场战绩是 63-16-2。 1976 年 10 月 23 日，奥本大学以 31-19 击败佛罗里达州立大学，这场比赛的封面是奥比最后一次的常规亮相，但奥比于 1991 年 11 月 30 日在对阵阿拉巴马州的比赛中重返奥本比赛期刊的封面，这是奥本在伯明翰Leigon Field体育馆的最后一场主场比赛。
1979 年，奥比在东南联盟的篮球锦标赛中重获新生。奥本学生会的总监 James Lloyd 在奥本校友会的帮助下联系了位于纽约州纽约市的 Brooks-Van Horn Costumes公司， 该公司获得了 1961 年奥本大学对阵亚拉巴马大学和 1962 年奥本大学对阵佐治亚理工学院的封面副本用于制作卡通人物服装时的参考。该公司设计并制作了一套老虎戏服，售价为 1,350 美元。奥本的各个俱乐部、校友和个人通过捐款购买了这套戏服。
奥比于 1979 年 2 月 28 日在伯明翰-杰斐逊文娱中心亮相，刚刚上任的奥本教练桑尼史密斯（Sonny Smith）带领球队，在奥比的首次亮相中击败了范德堡大学。第二天，奥比回到主场，见证了奥本队在东南联盟锦标赛历史上最长的四个加时赛比赛中击败了佐治亚大学，在周末结束之前，常规赛中排名第九名的奥本球队挺近了半决赛。

## 奥本大学传统

### Tiger Walk
在每场奥本主场橄榄球比赛之前，大量的奥本球迷都会前往 Donahue 大道，从 Athletic Complex 排队到乔丹-黑尔体育场，为球队加油助威。这一传统始于 1960 年代，当时成群结队的孩子会走上街头迎接奥本球队并获得签名。在主教练道格巴菲尔德任职期间，教练呼吁球迷像这群孩子一样来支持奥本球队，自那时起奥本粉丝在都会来为球队加油助威。如今，比赛日时，橄榄球队在教练的带领下走下山坡，走进体育场，周围都是球迷，球迷在球员走路行进时拍着他们的背，和他们握手。史上规模最大的 Tiger Walk 发生在 1989 年 12 月 2 日，那天是有史以来第一次奥本大学在主场对阵阿拉巴马队。那天，有大约 20,000 名球迷挤满了通往体育场的街区。根据前体育主管大卫豪塞尔的说法，Tiger Walk 已经成为“所有大学橄榄球中被模仿最多的传统”。 随着它越来越受欢迎，Tiger Walk 甚至也已成为奥本大学在客场比赛时的固定项目。奥本球迷们将聚集在客场的体育场馆外，为乘坐巴士进入场馆的奥本球队加油助威。 

### Toomer's Corner

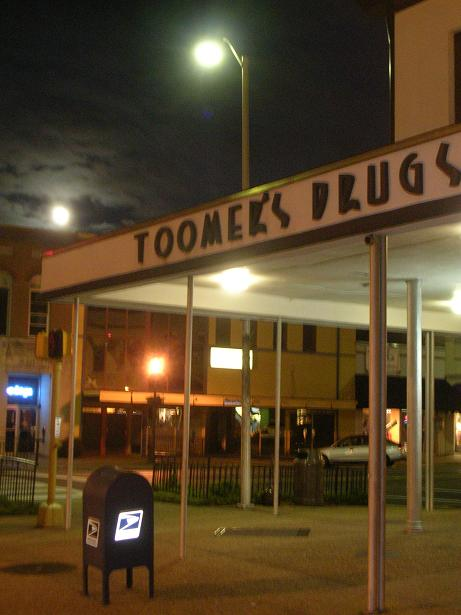
Toomers' Corner

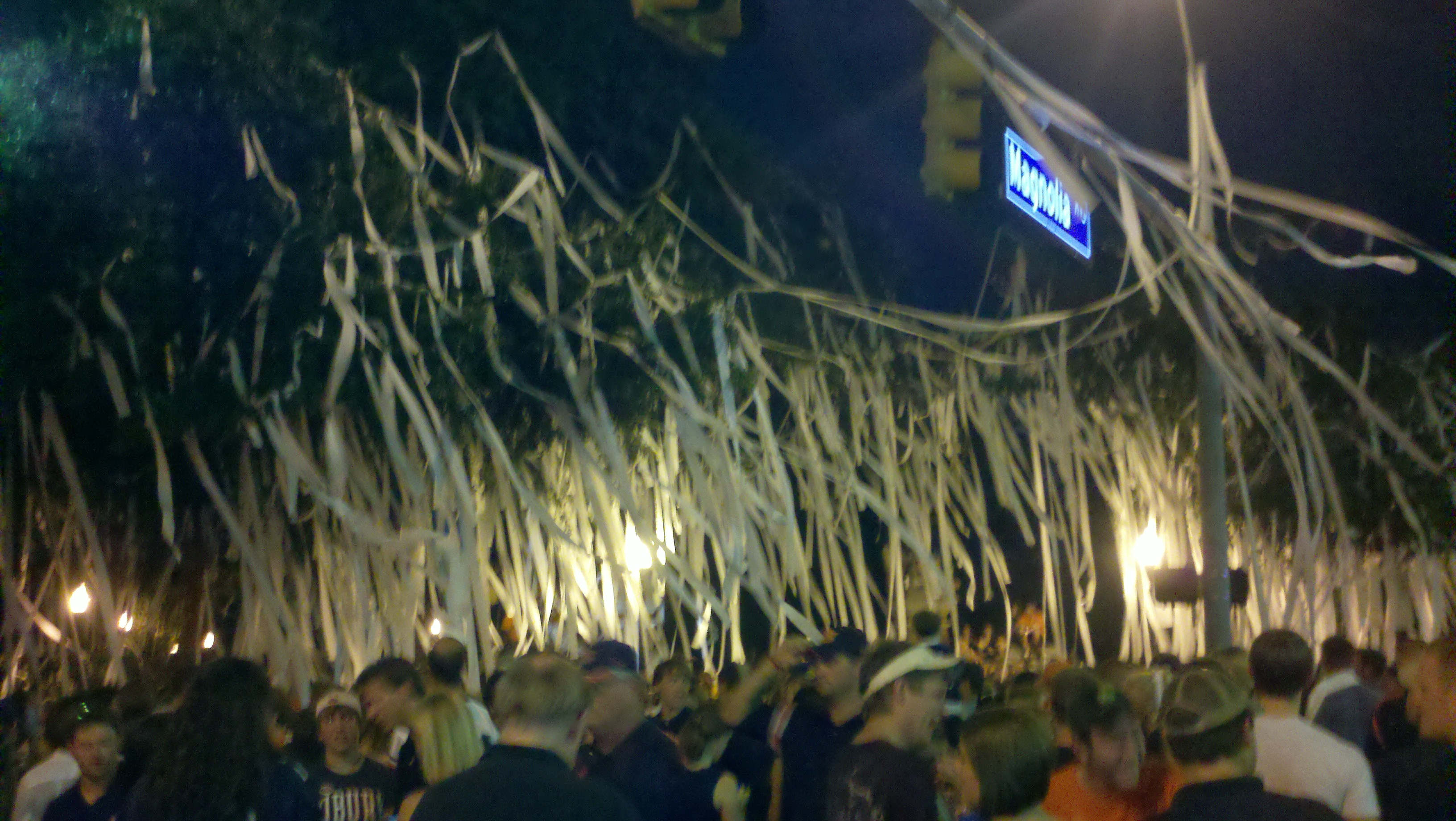
2010 年主场战胜克莱姆森大学后，奥本球迷们在 Toomer's Drugs 对面投掷卫生纸卷

Toomer's Corner 位于奥本市 Magnolia Avenue 和 College Street 的交汇处，标志着从奥本市中心到大学校园的过渡。它以商人和州参议员 Sheldon Toomer 的名字而命名，他于 1907 年在 Magnolia Avenue 和 College Street 的拐角处创立了奥本银行。 Toomer's Drugs 是拐角处的一家小商店，130 多年来一直是奥本的地标。

#### Toomer的橡树和投掷卫生纸卷的传统
Toomer's Corner处有两棵巨大的橡树，每当奥本发生任何喜报时，通常都能发现树上挂着卫生纸。  也被称为“rolling the corner”，这一传统被认为起源于 1950 年代，用于庆祝客场胜利；然而，近年来，它已成为庆祝奥本发生的任何喜事的一种方式。 2011 年 1 月 10 日，当 Auburn Football 赢得 BCS 全国冠军赛时，球迷们在 Toomer's Corner 举行了一场庆祝活动，其中就不乏投掷卫生纸卷。不幸的是橡树于 2010 年中毒，于 2013 年 4 月 23 日被移除。

#### Toomer的橡树被投毒
2011 年 1 月 27 日，一名自称“Al”，并自称来自距离奥本 30 分钟路程的小镇达德维尔的男子，在一场体育脱口秀节目中打进电话。 “Al”声称在 2010 年 Iron Bowl 后的周末用一种名为Spike 80DF (Tebuthiuron) 的除草剂毒害了Toomer的树木。他说他这样做是为了报复他在伯明翰新闻的一篇文章中看到的照片，这些照片描绘了阿拉巴马大学的橄榄球前主教练布莱恩特于 1983 年去世后，奥本粉丝在 Toomer's Corner 投掷卫生纸卷，以及2010 赛季早些时候，奥本的 2 号（2010 年 Auburn 四分卫Cam Newton的号码） Under Armour 球衣被贴在莱恩特的雕像上。“Al”在挂断电话前还说了：“Roll damn Tide!” 但是对报纸的详尽调查却没有发现任何证据表明 Toomer's Corner 在布莱恩教练死后有被投掷过卫生纸卷。  
这位来电者的说辞促使奥本大学采集土壤样本。 2011 年 2 月 16 日，奥本大学官方宣布 Toomer's Corner 的橡树被大量 Spike 80DF 毒害，这是一种受阿拉巴马州农业法和环境保护局管辖的除草剂；奥本大学内部从未使用过 Spike 80DF。土壤样本测试显示 Spike 80DF 的最低含量为 0.78ppm，专家表示这足以成为“非常致命的剂量”。测得的最高浓度为 51ppm。奥本大学园艺学教授兼奥本树木保护委员会成员加里·基弗 (Gary Keever) 表示，“[Spike 80DF] 非常活跃且持久，它可能会在土壤中存在 3 至 5 年。”人们曾担心地下水会受到毒素污染，但是在对土壤进行进一步分析后，得出的结果是结果是地下水不会受到影响，但后来Toomer's Corner的土壤还是被完全挖掘出来，填充了未受污染的土壤。

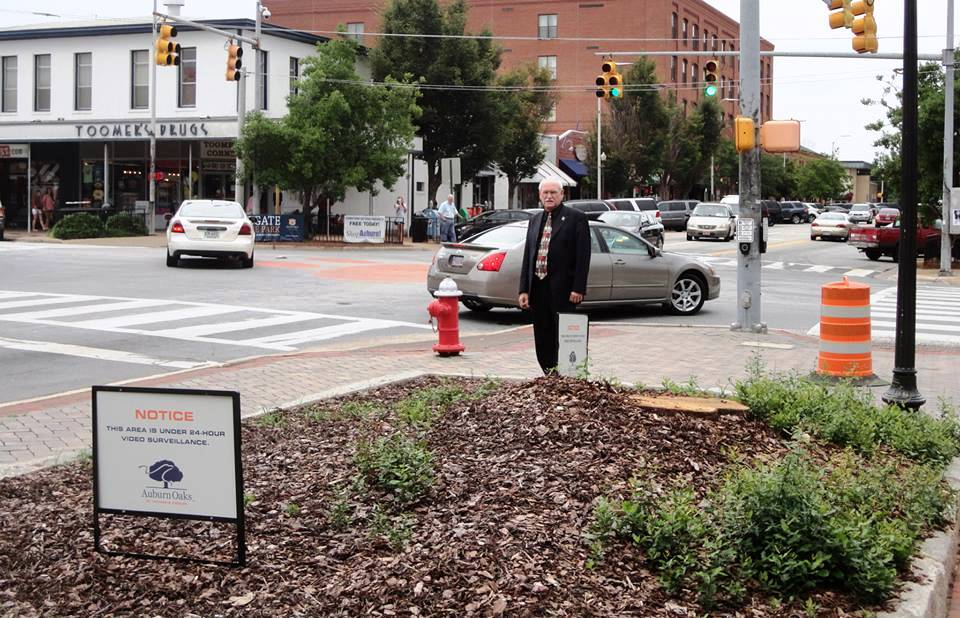
Toomer's Corner，位于阿拉巴马州奥本市 College St和 Magnolia Ave的交叉口

奥本大学和奥本市警方均对此事展开调查。 体育脱口秀主持人 Finebaum 后来报道称，由于担心除草剂已进入地下水，联邦当局也参与其中。奥本大学校长杰伊戈格和阿拉巴马大学体育主任马尔摩尔都谴责了这一行为。       
警方最后追踪到这个电话到了达德维尔的小哈维厄普代克的家。 2011 年 2 月 17 日凌晨 1 点 26 分，美国中部标准时间凌晨 1 点 26 分，厄普代克 (Updyke) 被拘留，他是一名退役的德克萨斯州州警，他被指控犯有一项刑事恶意损害罪，这是阿拉巴马州的 C 级重罪。 2013 年 3 月 22 日，他被判处 3 年分期徒刑，其中包括 6 个月的监禁和已经服刑的刑期。获释后，厄普代克被判处 5 年监督缓刑，晚上 7 点宵禁。他还被禁止参与任何大学体育赛事，并被禁止进入奥本大学。 大学为拯救树木所做的努力最后还是失败了。奥本大学的传播总监迈克克拉迪说：“我们意识到它（这些挽救措施）不会起作用，地下的毒物数量如此之多以至于树木无法生存。” Toomer's Corner 的橡树于 2013 年 4 月 23 日被移除。     2013 年 11 月 8 日，巡回法官 Jacob A. Walker III 裁定 Updyke（当时已搬到路易斯安那州）欠奥本大学 796,731.98 美元的赔偿金，每月分期支付 500 美元。 奥本大学寻求超过 100 万美元的赔偿，其中大部分是阿拉巴马州农业和工业部对土壤分析的费用 521,396.74 美元。厄普代克在服刑 104 天后获释，接受为期 5 年的监督缓刑。 他于 2020 年 7 月 30 日因自然原因去世，享年 71 岁。
2015 年 2 月 14 日，大学种植了两棵 35 英尺高的橡树，以取代原来的橡树。奥本大学要求球迷在 2016 年秋季之前不要用卫生纸卷树，让树木适应新环境。 尽管采取了这种预防措施，但两棵替换树中的一棵在几个月内就死了，并再次被替换。 来自原始橡树的木材被制成纪念品，销售所获得的利润用于奖学金基金。  2016 年 9 月 25 日，在庆祝奥本战胜路易斯安那州立大学期间，一棵橡树被点燃。2016 年 10 月，对树木健康状况的评估显示，这棵树 60-70% 的树冠已经死亡，树木的生存前景并不乐观。  College Street前的橡树虽然没有被大火损坏，但也未能正常生长。 2017 年 2 月，大学种植了两棵 30 英尺高的橡树，以取代之前两棵枯死的树木。 

### War Eagle
关于奥本的战斗口号“War Eagle”的起源有很多故事。最流行的说法是在 1892 年奥本对佐治亚大学的比赛中，看台上的一位内战老兵带来了他在战争期间在战场上发现的宠物鹰。比赛中的老鹰飞离了士兵，开始在空中盘旋。随着这一切正在进行，奥本开始也在球场上推进，最终取得了赢得比赛的达阵得分。游戏结束时，老鹰抢地而死；然而，奥本粉丝却将鹰视为成功的预兆，并由此创造了“War Eagle”一词。根据传说，每当奥本人大喊“War Eagle！”时，鹰的精神就会永存。战斗口号还可以作为对与大学有关的人的问候。多年来，一只活的金雕传承了这一传统的精神。这只老鹰曾经被安置在校园里的鹰笼中，但后来鸟舍被拆除，老鹰搬到了附近的猛禽研究中心。

### 对手
奥本的两个传统竞争对手是阿拉巴马大学和佐治亚大学。阿拉巴马州大学是最激烈的对手，每年两场队伍之间的比赛被认为是全国大学橄榄球比赛最激烈的比赛之一。这场比赛被称为“Iron Bowl”。阿拉巴马大学以 42 胜 35 负 1 平的战绩保持着历史优势。
佐治亚大学和奥本大学的渊源可追溯到 1892 年。这两个大学的第一场橄榄球比赛在佐治亚州亚特兰大的皮埃蒙特公园举行。截至 2014 赛季结束时，该系列赛战绩为 55–55–8。这是 NCAA 中持续时间最长、比赛次数最多的系列赛之一。
奥本大学也与路易斯安那州立大学有激烈的竞争，通常被称为“Tiger Classic” 。这是因为两支队伍不仅共享“老虎”的昵称，还因为他们都在东南联盟的西区竞争。奥本或路易斯安那州立大学在 2000 年至 2011 年间至少八次赢得了 SEC 西部分区橄榄球冠军，并且在其中七年中出现在了东南联盟橄榄球冠军赛中。奥本大学在 2000 年、2004 年和 2010 年夺冠，路易斯安那州立大学在 2007 年、2011 年夺冠，路易斯安那州立大学在 2001 年和 2005 年与奥本大学以及 2003 年与密西西比大学的决胜局中获胜。
奥本大学的一些前竞争对手包括佛罗里达大学、田纳西大学、杜兰大学和佐治亚理工学院，每一个竞争系列赛都随着东南联盟的扩张和部门重组而暂缓，奥本过去与克莱姆森大学、德克萨斯大学和佛罗里达州塞米诺尔队也有着长期的系列赛。
虽然篮球在奥本不像橄榄球那样受欢迎，但和对手亚拉巴马大学的竞争仍然非常激烈。中场休息时举行的仪式也很受欢迎，在该仪式中，Foy-ODK 体育精神奖被授予在该学年早些时候赢得橄榄球比赛的学校。
奥本大学棒球队还与桑福德大学和特洛伊大学进行州内比赛。